# 新田均
新田 均（にった ひとし、1958年6月19日 - ）は、日本の憲法学者、政治学者、神道学者。皇學館大学現代日本社会学部教授。神社本庁教学委員。神道政治連盟政策委員。伊勢麻振興協会理事。麻産業創造開発機構(HIDO)理事長。専門は日本近代政教関係史。

## 来歴
- 1958年6月19日、長野県生まれ。
- 1977年、長野県長野高等学校卒業。
- 1982年、早稲田大学政治経済学部卒業。
- 1988年、早稲田大学大学院政治学研究科博士課程満期退学。学部学生時代から小林昭三に師事。憲法学を専攻。新しい歴史教科書をつくる会の第3代目会長であった八木秀次（麗澤大学教授）はゼミの後輩にあたる。大学では早稲田文化新聞に所属、民族派学生組織にも関係した。大学院時代は、原書房の高校日本史教科書『新編日本史』の編集を手伝った[1]。
- 1988年、皇學館大学助手。
- 1993年、皇學館大学講師。
- 1994年、皇學館大学文学部神道学科に異動。
- 1998年、皇學館大学助教授。5月、博士（神道学）の学位を國學院大学から取得[2]。神社本庁教学委員就任。
- 2004年、皇學館大学教授。
- 2010年、現代日本社会学部へ異動。
- 2015年、現代日本社会学部、学部長。神道政治連盟政策委員、就任。
- 2018年4月、理事を務める「伊勢麻振興協会」が三重県から大麻取扱者免許を受け、国産大麻の栽培を始めた。
- 2022年8月、大麻産業全般を支援する組織「麻産業創造開発機構」(HIDO)を立ち上げた[3]。
- 2023年12月28日、産経新聞「正論」欄執筆メンバー就任[4]。

## 言論活動
- 1999年7月、雑誌『正論』[5]で、立花隆が『文芸春秋』に書いた「天皇『神格化』への道」[6]を批判。
- 2000年8月、山折哲雄が『中央公論』に執筆した「森喜朗首相に与う 『鎮守の森』は泣いている」を『諸君!』[7]で批判。山折との間で、『中央公論』[8]と『諸君!』[9]を舞台に論争となる。
- 2003年4月、『正論』で梅原猛の教育勅語をめぐる言説[10]を批判[11]。
- 2005年の暮れに、新しい歴史教科書をつくる会の運営を巡り、創設者西尾幹二を批判。このことが西尾の同会離脱へとつながり、2006年4月、同会は内紛の末、八木秀次を同会会長から解任。八木解任に伴い、新しい歴史教科書をつくる会の理事を辞任[12]。
- 2006年2月、田中卓が『諸君！』に発表した女系容認論[13]を批判[14]。田中との間で論争となる[15]。
- 2006年4月ー7月 新しい歴史教科書をつくる会の分裂の内幕を描いたブログ「つくる会の体質を正す会」（通称「新田ブログ」）を主催[16]。
- 2006年10月、八木秀次らと日本教育再生機構を立ち上げた。現在は同会の理事[17]。
- 2008年5月、『正論』で原武史の皇室論[18]を批判[19]。
- 2008年8月、西尾幹二の皇太子・同妃批判を批判（『正論』）[20]。
- 2010年4月、皇位継承問題をめぐって、女系容認論者の小林よしのりと論争を展開。隔週刊行雑誌（『サピオ』、小林）と衛星放送（「日本文化チャンネル桜」、新田）という異質な媒体による論争が話題となる。
- 2011年1月、小林よしのりとの論争をまとめた「墜ちたゴーマニズムー小林よしのり氏の皇統論を糺す」を『別冊正論』Extra.14に発表。
- 2011年3月、検定合格した中学校社会科用教科書『新しい日本の歴史』『新しいみんなの公民』（育鵬社）に著作関係者として名を連ねる。
- 2012年6月、『わしズム』30号（2012年3月）に掲載された田中卓の女系天皇論[21]を再び批判[22]。
- 2012年11月、「ジョン・ブリーン著『儀礼と権力ー天皇の明治維新』を吟味するー「語り」によって隠されたものは何かー」を『明治聖徳記念学会紀要』に発表して、国際日本文化研究センター海外研究交流室教授のジョン・ブリーンを批判。同紀要には英訳の「A Critique of Girei to Kenryoku: Tenno no Meiji Ishin (Ritual and Power: The Emperor's Meiji Restoration) by John Breen-What "Narative" Conceala」も同時に掲載された。
- 2016年9月19日、『神社新報』に「「大麻」が危ない！ー大麻取締法の真実ー」を掲載して以後、神事用の国産大麻の生産を促進する活動を始めた。その主張は、厚生労働省「大麻等の薬物対策のあり方検討会」第5回で取り上げられ、同省が2021年9月と2022年3月の二度にわたって、栽培農家に対する不合理な規制の見直しを各都道県に対して通知するきっかけとなった。そして、厚生労働省は、2023年12月に大麻取締法の改正を行った。
- 2017年3月22日、天皇の公務の負担軽減等に関する有識者会議第10回のヒアリングに招かれ、意見陳述。
- 2021年4月8日、「天皇の退位等に関する皇室典範特例法案に対する附帯決議」に関する有識者会議、第2回において意見陳述。

## 統一教会との関係
- 2021年12月18日、統一教会の関連団体「世日クラブ」の定期講演会がYouTubeの配信を通じて行われ、新田は「皇統を考える～令和時代を生きる私たちの使命」と題して講演した[23][24][25]。

## 生長の家との関係
- 1996年2月26日、「日本青年協議会愛知祖青の会」等が共催したパネル・ディスカッション「二十一世紀はアジア共生の時代―戦後世代からの提言」で、新田は「歴史に学ぶ、アジア共生の理念」と題し、中国革命の父・孫文の大アジア主義の理念を今こそ見直すべきだと訴えた[26]。パネル・ディスカッションの様子は「生長の家」なども加盟する「日本協議会」の機関紙『祖国と青年』1996年4月号に掲載された[26]。
- 新田は、「日本協議会」の機関紙『祖国と青年』1997年7月号に寄稿した[27]。
- 新田は、「日本協議会」の機関紙『祖国と青年』1998年6月号に寄稿した[28]。
- 1999年1月、ブラジルの日本語学校の生徒と教員合計30名が来日し、日本青年協議会『祖国と青年』編集長の田中和子が付添をして伊勢の神宮を訪れた際、新田が案内をした[29]。
- 1999年8月21日、「日本協議会」中国ブロックセミナーで新田は講師を務めた[30]。
- 新田は、「日本協議会」の機関紙『祖国と青年』1999年12月号に寄稿した[31]。
- 新田は、「日本協議会」の機関紙『祖国と青年』2000年2月号から2000年5月号にかけて連載した[32][33][34][35]。
- 新田は、「日本協議会」の機関紙『祖国と青年』2000年9月号に寄稿した[36]。
- 新田は、「日本協議会」の機関紙『祖国と青年』2000年11月号に寄稿した[37]。
- 2000年12月15日、「日本青年協議会」東海ブロックが開催した「映画と講演の集い」で、新田は講師を務めた[38]。

## 主張
- 皇位継承問題を巡っては、「父系継承を優先すべき」と主張[39][40][41][42]。
- 神事用をはじめとした国産大麻の生産の維持継続を主張[43]。

## 著書

### 単著
- 『近代政教関係の基礎的研究』大明堂〈神道文化叢書22〉、1997年。ISBN 447020045X
- 『一刀両断：先生、もっと勉強しなさい!』国書刊行会、2002年。ISBN 4336044090
- 『「現人神」「国家神道」という幻想：近代日本を歪めた俗説を糺す』PHP研究所、2003年。ISBN 4569626548
  - 改訂版『「現人神」「国家神道」という幻想：「絶対神」を呼び出したのは誰か』神社新報社、2014年。ISBN 9784915265495
- 『首相が靖国参拝してどこが悪い!!』PHP研究所、2005年。ISBN 4569643655
- 「落ちたゴーマニズム-小林よしのり氏の皇統論を正す」『別冊正論　皇室の弥栄、日本の永遠を祈るー皇統をめぐる議論の真贋ー』2011年1月
- 『皇位の継承：今上陛下のご譲位と御代替わりの意義』明成社、2018年。ISBN 9784905410447

### 共著
- 『神道学論文集』国書刊行会、1995年。ISBN 4336037426
- 『近代憲法への問いかけ：憲法学の周縁世界』成蹊堂、1999年。ISBN 4915795195
- 小堀桂一郎監修『名画にみる国史の歩み』近代出版社、2000年。ISBN 4907816006
- Shinto in History, ways of the kami, edited by Jhon Breen and Mark Teeuwen (Curson Press, 2000)
- 『靖国神社をどう考えるか：公式参拝の是非をめぐって』小学館〈小学館文庫〉、2001年。ISBN 4094046224
- 『教育黒書：学校はわが子に何を教えているか』PHP研究所、2002年。ISBN 4569623883
- （渡部昇一・八木秀次）『日本を貶める人々：「愛国の徒」を装う「売国の輩」を撃つ』PHP研究所、2004年。ISBN 4569630499
- YASUKUNI, the War Dead and the Struggle for Japan's past (HURST, 2007)
- 田中英道責任編集『日本史の中の世界一』育鵬社、2009年。ISBN 9784594058562
- 渡部昇一ほか『日本通：お国自慢・13の視点』育鵬社、2010年。ISBN 9784594063320
- 『反日宗教の真実：神の名の下の侵略はもう始まっている』オークラ出版、2013年。ISBN 9784775521687
- 『総復習「日韓併合」：終戦70年日韓条約50年：その事実と韓国の過去・現在』産経新聞社〈別冊正論23〉、2015年。ISBN 9784819150965

### 監修
- 『子供たちに伝えたい日本の建国』明成社、2004年。ISBN 494421927X

### 翻訳(単・共)
- アンドレ・オー『人生でいちばんの贈りもの：生きる力を伸ばす心のレッスン』日本教文社、1993年。ISBN 4531080742
- H・B・エアハート『日本宗教の世界：一つの聖なる道』朱鷺書房、1994年。ISBN 4886021662

### 講演録
- 『皇學館大学講演叢書(96)近代と神社』皇學館大学出版部、1998年
- 『皇學館大学講演叢書(97)「国民の祝日」の意義を考える：建国記念の日を迎えるにあたって』皇學館大学出版部、1999年
- 『皇學館大学講演叢書(158)現代日本社会学部が目指すもの』皇學館大学出版部、2015年